# Фінал Кубка Стенлі 2002

Фінал Кубка Стенлі 2002 (англ. Stanley Cup Finals) — 110-й загалом фінал Кубка Стенлі та сезону 2001–2002 у НХЛ між командами «Детройт Ред Вінгз» та «Кароліна Гаррікейнс». Фінальна серія стартувала 4 червня в Детройті, а фінішувала 13 червня перемогою «Детройт Ред Вінгз».
У регулярному чемпіонаті «Кароліна Гаррікейнс» фінішував третіми в Східній конференції набравши 91 очко, а «Детройт Ред Вінгз» посіли перше місце в Західній конференції з 116 очками.
У фінальній серії перемогу здобули «Детройт Ред Вінгз» 4:1. Приз Кона Сміта (найкращого гравця фінальної серії) отримав захисник «Детройта» Ніклас Лідстрем.

## Шлях до фіналу
| Західна конференція     |          |                  |                   |                                                  |
| Стадія                  | Суперник | Суперник         | Загальний рахунок | Результати матчів                                |
| Чвертьфінал конференції | 8        | Ванкувер Канакс  | 4 : 2             | 3:4 (ОТ), 2:5, 3:1, 4:2, 4:0, 6:4                |
| Півфінал конференції    | 4        | Сент-Луїс Блюз   | 4 : 1             | 2:0, 3:2, 1:6, 4:3, 4:0                          |
| Фінал конференції       | 2        | Колорадо Аваланч | 4 : 3             | 5:3, 3:4 (ОТ), 2:1 (ОТ), 2:3, 1:2 (ОТ), 2:0, 7:0 |

| Східна конференція      |          |                    |                   |                                        |
| Стадія                  | Суперник | Суперник           | Загальний рахунок | Результати матчів                      |
| Чвертьфінал конференції | 6        | Нью-Джерсі Девілс  | 4 : 2             | 2:1, 2:1 (ОТ), 0:4, 1:3, 3:2 (ОТ), 1:0 |
| Півфінал конференції    | 8        | Монреаль Канадієнс | 4 : 2             | 2:0, 1:4, 1:2 (ОТ), 4:3 (ОТ), 5:1, 8:2 |
| Фінал конференції       | 4        | Торонто Мейпл Ліфс | 4 : 2             | 1:2, 2:1 (ОТ), 2:1, 3:0, 0:1, 2:1 (ОТ) |

## Арени
| Детройт           | Джо Луїс Арена Ар-Бі-Сі-центрclass=notpageimage\| Арени фіналу Кубка Стенлі 2002 | Ралі              |
| Джо Луїс Арена    | Джо Луїс Арена Ар-Бі-Сі-центрclass=notpageimage\| Арени фіналу Кубка Стенлі 2002 | Ар-Бі-Сі-центр    |
| Місткість: 20 058 | Джо Луїс Арена Ар-Бі-Сі-центрclass=notpageimage\| Арени фіналу Кубка Стенлі 2002 | Місткість: 18 680 |
|                   | Джо Луїс Арена Ар-Бі-Сі-центрclass=notpageimage\| Арени фіналу Кубка Стенлі 2002 |                   |

## Серія
| 4 червня 2002 | Детройт Ред Вінгз | 2 : 3 (ОТ) (1:0, 1:2, 0:0, 0:1) | Кароліна Гаррікейнс | Джо Луїс Арена, Детройт |

| Протокол                                   | Протокол      | Протокол                                                  | Протокол    | Протокол |
| ------------------------------------------ | ------------- | --------------------------------------------------------- | ----------- | -------- |
|                                            | Домінік Гашек | Голкіпери                                                 | Артурс Ірбе |          |
| Сергій Федоров (15:21) Кірк Малтбі (30:39) |               | Шон Гілл (23:30) Джефф О'Нілл (39:10) Рон Френсіс (60:58) |             |          |
| 12 хв.                                     | Вилучення     | 12 хв.                                                    |             |          |
| 25                                         | Кидки         | 26                                                        |             |          |

| 6 червня 2002 | Детройт Ред Вінгз | 3 : 1 (1:1, 0:0, 2:0) | Кароліна Гаррікейнс | Джо Луїс Арена |

| Протокол                                                         | Протокол      | Протокол              | Протокол                  | Протокол |
| ---------------------------------------------------------------- | ------------- | --------------------- | ------------------------- | -------- |
|                                                                  | Домінік Гашек | Голкіпери             | Артурс Ірбе (00:00-58:53) |          |
| Кірк Малтбі (06:33) Ніклас Лідстрем (54:52) Кріс Дрейпер (55:05) |               | Род Бріндамор (14:47) |                           |          |
| 18 хв.                                                           | Вилучення     | 20 хв.                |                           |          |
| 30                                                               | Кидки         | 17                    |                           |          |

| 8 червня 2002 | Кароліна Гаррікейнс | 2 : 3 (3ОТ) (1:0, 0:1, 1:1, 0:0, 0:0, 0:1) | Детройт Ред Вінгз | Ар-Бі-Сі-центр, Ралі |

| Протокол                                   | Протокол    | Протокол                                                        | Протокол                     | Протокол |
| ------------------------------------------ | ----------- | --------------------------------------------------------------- | ---------------------------- | -------- |
|                                            | Артурс Ірбе | Голкіпери                                                       | Домінік Гашек (00:00-114:22) |          |
| Йозеф Вашичек (14:49) Джефф О'Нілл (47:34) |             | Ігор Ларіонов (25:33) Бретт Галл (58:46) Ігор Ларіонов (114:47) |                              |          |
| 18 хв.                                     | Вилучення   | 20 хв.                                                          |                              |          |
| 43                                         | Кидки       | 53                                                              |                              |          |

| 10 червня 2002 | Кароліна Гаррікейнс | 0 : 3 (0:0, 0:1, 0:2) | Детройт Ред Вінгз | Ар-Бі-Сі-центр |

| Протокол | Протокол    | Протокол                                                         | Протокол                    | Протокол |
| -------- | ----------- | ---------------------------------------------------------------- | --------------------------- | -------- |
|          | Артурс Ірбе | Голкіпери                                                        | Домінік Гашек (00:00-59:58) |          |
|          |             | Бретт Галл (26:32) Ігор Ларіонов (43:43) Брендан Шенаген (54:43) |                             |          |
| 6 хв.    | Вилучення   | 6 хв.                                                            |                             |          |
| 17       | Кидки       | 27                                                               |                             |          |

| 13 червня 2002 | Детройт Ред Вінгз | 3 : 1 (0:0, 2:1, 1:0) | Кароліна Гаррікейнс | Джо Луїс Арена |

| Протокол                                                                 | Протокол      | Протокол             | Протокол    | Протокол |
| ------------------------------------------------------------------------ | ------------- | -------------------- | ----------- | -------- |
|                                                                          | Домінік Гашек | Голкіпери            | Артурс Ірбе |          |
| Томас Гольмстрем (24:07) Брендан Шенаген (34:04) Брендан Шенаген (59:15) |               | Джефф О'Нілл (38:50) |             |          |
| 6 хв.                                                                    | Вилучення     | 6 хв.                |             |          |
| 27                                                                       | Кидки         | 17                   |             |          |

| Володар Кубка Стенлі 2002       |
| ------------------------------- |
| Детройт Ред Вінгз десятий титул |

## Володарі Кубка Стенлі
| Володарі Кубка Стенлі Детройт Ред-Вінгс | Воротарі: Домінік Гашек, Менні Легасі Захисники: Кріс Челіос, Стів Дюшен, Їржі Фішер, Ніклас Лідстрем, Фредрік Улавссон, Їржі Шлегр Нападники: Матьє Дандено, Павло Дацюк, Бойд Деверо, Кріс Дрейпер, Сергій Федоров, Томас Гольмстрем, Бретт Галл, Ігор Ларіонов, Кірк Малтбі, Даррен Маккарті, Люк Робітайл, Брендан Шенаген, Джейсон Вільямс, Стів Айзерман (К) Головний тренер: Скотті Боумен Генеральний менеджер: Кен Голланд |